# Гай Цилний Прокул (консул 100 г.)
Гай Цилний Прокул (на латински: Gaius Cilnius Proculus) е римски политик и сенатор.
Произлиза от фамилията Цилнии от Аретиум. Син е на Гай Цилний Прокул, който е суфектконсул 87 г.
През 97/98 г. Гай Цилний Прокул Младши е легат на Далмация (legatus Augusti pro praetore Dalmatiae). Става суфектконсул през 100 г. и легат на Горна Мизия. Той е comes на император Адриан и VIIvir epulonum atque sodalis Augustalis.